# Famille Sackler
Cette page explique l’histoire ou répertorie les différents membres de la famille Sackler.
La famille Sackler est une famille de milliardaires américains fondateurs et dirigeants des laboratoires pharmaceutiques Purdue Pharma et Mundipharma, producteur et promoteur par la publicité, par l'influence sur les prescripteurs de la diffusion à grande échelle de l'Oxycontin, un opioïde, antidouleur, créant une forte dépendance. La crise des opioïdes est responsable de la mort de plus de 700 000 personnes depuis 1999.

## Histoire
Arthur M. Sackler (1913 – 1987), Mortimer Sackler (en) (1916 – 2010) et Raymond Sackler (en) (1920 – 2017) sont trois enfants juifs, et ces deux derniers promus chevaliers de l'ordre de l'Empire britannique (KBE) par la reine Élisabeth II, en reconnaissance de leurs services rendus à la Couronne.
Yitzhak et Sophie Marie Sackler (née Greenberg), leurs parents originaires de Galicie en Ukraine et de Pologne, arrivent aux États-Unis avant la Première Guerre mondiale. Ils grandissent à Brooklyn à New York, dans les années 1930.
Les trois frères fréquentent des écoles de médecine américaines et les garçons deviennent psychiatres. À leur époque, Mortimer et Raymond n'ont pas été admis à l'école de médecine aux États-Unis en raison de quotas ethniques sur le nombre de Juifs admissibles, et ont dû effectuer une partie de leurs études notamment à Glasgow en Écosse,,.
La fratrie travaille ensuite ensemble au Creedmoor Psychiatric Center dans le Queens. Ils sont souvent cités comme les premiers pionniers des techniques de médication qui ont mis fin à la pratique courante des lobotomies, et sont également considérés comme les premiers à se battre pour l'intégration raciale des banques de sang.
En 1952, les frères rachètent une petite société pharmaceutique à Greenwich Village, que le frère aîné Arthur Sackler - considéré comme le patriarche de la famille - a financée, Purdue-Frederick. Raymond et Mortimer dirigent Purdue, tandis qu'Arthur devient un pionnier de la publicité médicale. Il conçoit des campagnes s'adressant directement aux médecins et enrôle d'éminents médecins pour approuver les produits de Purdue. Le Temple de la renommée de la publicité médicale écrit en 1998 : « Aucun individu n'a fait plus pour façonner le caractère de la publicité médicale que le talentueux Dr Arthur Sackler. Sa contribution fondamentale a apporté toute la puissance de la publicité et de la promotion au marketing pharmaceutique ». L'un des plus grands collectionneurs d'art de sa génération, il fait également don de la majorité de ses collections à des musées du monde entier. Après sa mort en 1987, son option sur un tiers de Purdue-Frederick est vendue par sa succession à ses deux frères qui la transforment en Purdue Pharma, basée à Stamford, dans le Connecticut. Sont également crées des sociétés pharmaceutiques en Autriche, au Canada, à Chypre, en Allemagne, en Suisse et au Royaume-Uni.
En 1996, Purdue Pharma lance OxyContin, une version reformulée de l'oxycodone sous une forme à libération lente. L'oxycodone a été inventée pour la première fois en 1916 et vendue sous le nom d'Eukodal, mais avait été retirée du marché en 1990 en raison de problèmes de dépendance[réf. nécessaire].
Fortement promue, l'oxycodone est un médicament clé dans l'émergence de l'épidémie d'opioïdes. Elizabeth Sackler, fille d'Arthur Sackler, a affirmé que sa branche de la famille n'avait pas participé ni bénéficié des ventes de stupéfiants. Tandis que certaines sources[Qui ?] ont critiqué Arthur Sackler pour avoir été le pionnier des techniques de marketing pour promouvoir les non-opioïdes des décennies plus tôt, le professeur Evan Gerstmann déclare dans le magazine Forbes : « C'est une inversion absurde de la logique de dire que parce qu'Arthur Sackler a été le pionnier du marketing direct auprès des médecins, il est responsable du détournement frauduleux de cette technique, qui s'est produit de nombreuses années après sa mort et dont il n'a tiré aucun profit financier,, ».

### Descendance
Arthur Sackler a eu quatre enfants, Carol Master et Elizabeth Sackler de son premier mariage, et Arthur F. Sackler et Denise Marika du second,.
Mortimer Sackler a eu sept enfants qui ont survécu, dont trois siégeaient au conseil d'administration de la société qu'il a cofondée, Purdue Pharma—Ilene Sackler, Kathe A. Sackler et Mortimer David. Alfons Sackler, (né en 1972) et quatre qui ne le sont pas : Samantha Sophia Sackler Hunt, Marissa Sackler, Sophie Sackler et Michael Sackler.
En 2018, plusieurs membres des familles Raymond et Mortimer Sackler, Richard Sackler, Theresa Sackler, Kathe Sackler, Jonathan Sackler, Mortimer Sackler, Beverly Sackler, David Sackler et Ilene Sackler, ont été cités accusés dans des poursuites intentées par de nombreux États dues à leur implication dans la crise des opioïdes,.

### Propriétés
En 2012, un membre de la famille Sackler acquiert Stargroves, un manoir près de Newbury au Royaume-Uni pour plus de 15 millions £ ; les anciens propriétaires à différentes époques du domaine ont été Mick Jagger et Rod Stewart,. La famille est répertoriée pour la première fois dans la liste Forbes des familles les plus riches d'Amérique en 2015, et l'année suivante, elle apparaît à la 19e place.
La famille Sackler est également propriétaire de Mundipharma, une société pharmaceutique discrète qui exerce d'importantes activités en Chine. Bloomberg News rapporte en 2020 que la famille avait engagé une banque d'investissement pour identifier un acheteur potentiel de l'entreprise , laquelle pourrait rapporter jusqu'à 3 à 5 milliards de dollars.

## Généalogie
- Isaac Sackler et Sophie Greenberg
  - Arthur M. Sackler (1913–1987) (psychiatre, distributeur de produits pharmaceutiques et philanthrope) épouse Else Finnich Jorgensen en 1934 et divorce, puis épouse Marietta Lutze en 1949 et divorce, et enfin marié à Jillian Lesley Tully en 1981 jusqu'à la mort
    - Carol Master (née en 1941)
    - Elizabeth Sackler (née en 1948) (historienne et militante des arts)
      - Michael Sackler-Berner (en) (né en 1983) (auteur-compositeur, guitariste, chanteur et acteur)

    - Arthur Felix Sackler (né en 1950)
    - Denise Marika (née en 1955)

  - Mortimer Sackler (en) (1916-2010) (psychiatre, distributeur de produits pharmaceutiques et philanthrope) obtient la nationalité britannique et renonce à la nationalité américaine. Épouse Theresa Elizabeth Rowling (née en 1949) en 1980 jusqu'à sa mort, puis épouse Gertraud (Gheri) Wimmer en 1969 et en divorce, puis épouse Muriel Lazarus (1917–2009) et en divorce.
    - Ilene Sackler Lefcourt (née en 1946) épouse Gerald B. Lefcourt puis divorce.
    - Kathe Sackler (née en 1948) épouse Susan Shack Sackler
    - Robert Mortimer Sackler (1951-1975)
    - Mortimer A. Sackler (né en 1971) marié à Jaqueline Sackler
    - Samantha Sophia Sackler Hunt (née en 1968)
    - Marissa Sackler
    - Sophie Sackler (mariée à Jamie Dalrymple)
    - Michel Sackler

  - Raymond Sackler (en) (1920–2017) (psychiatre, distributeur de produits pharmaceutiques et philanthrope) marié à Beverly Feldman en 1944 jusqu'à la mort de Beverly en 2019, à l'âge de 95 ans 
    - Richard Sackler (en) (né en 1945) (médecin et homme d'affaires) épouse Beth Sackler et en divorce.
      - David Sackler marié à Joss Sackler (en)
      - Marianna Sackler mariée à James Frame

    - Jonathan Sackler (1955-2020)
      - Claire Sackler
      - Madeleine Sackler (née en 1983) (monteuse et cinéaste lauréate d'un Emmy Award)
      - Miles Sackler

### Galerie

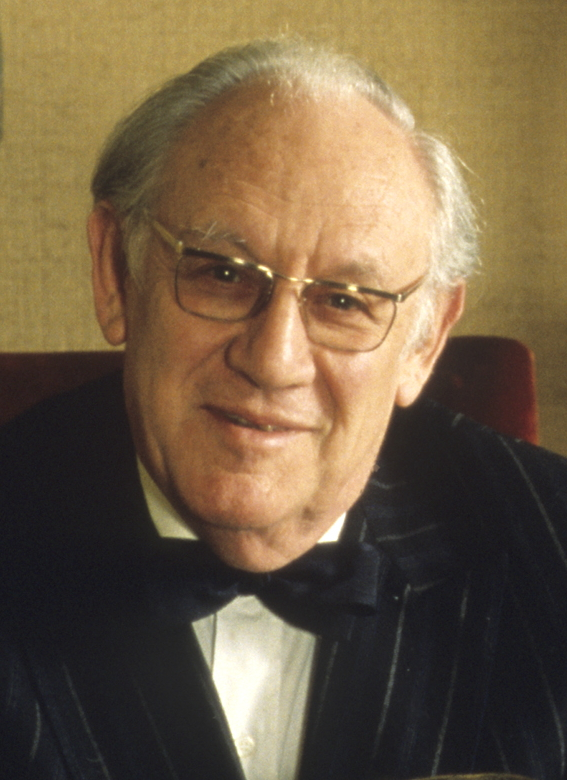
Arthur M. Sackler
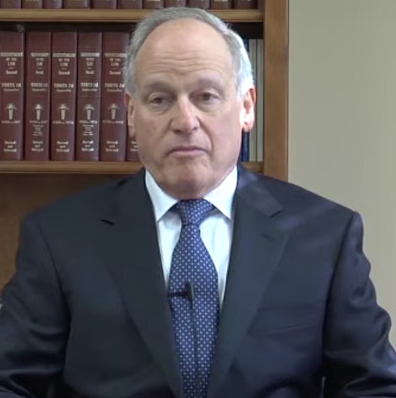
Richard Sackler
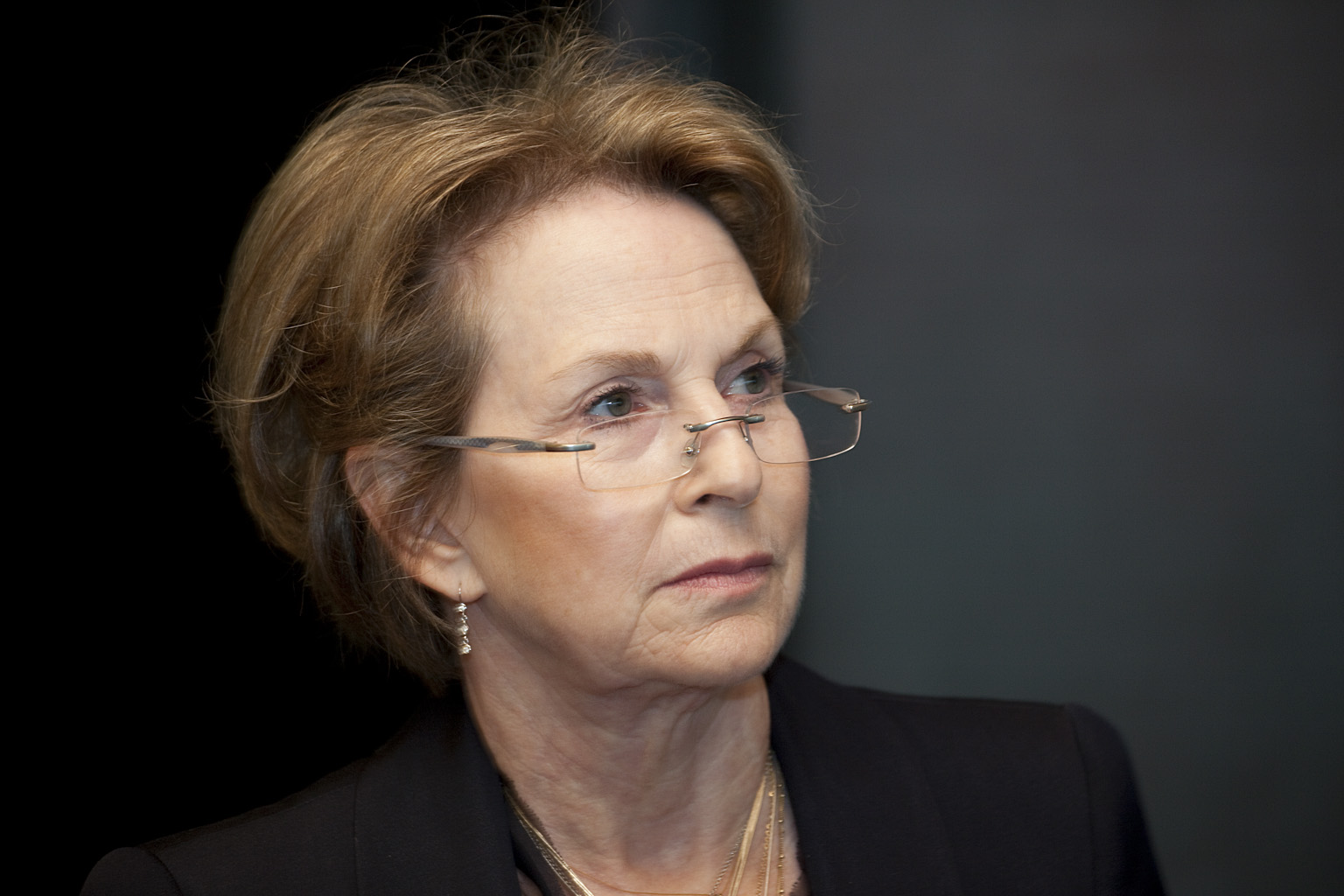
Elizabeth A. Sackler

## Philanthropie et blanchiment
La famille Sackler a fait de nombreux dons à des institutions culturelles dont le Metropolitan Museum of Art, l'American Museum of Natural History, le Guggenheim,, et le Louvre.
La famille a également fait des dons à des universités, notamment l'université Harvard, l'université Yale, l'université Cornell et l'université d'Oxford,,. La faculté de médecine Sackler de l'université de Tel Aviv porte le nom d'Arthur, Mortimer et Raymond Sackler pour leurs dons. De même, le Sackler Institute of Pulmonary Pharmacology du King's College de Londres est nommé d'après Mortimer et Theresa Sackler ,,. (voir infra)

### Liste des institutions portant le nom Sackler
La liste suivante de 2022 contient certaines institutions - souvent scientifiques - portant le nom de Sackler. Certaines ont déclaré qu'aucun autre don Sackler ne devait être accepté.
| Nom                                                                                         | Lieu                            | Statut  | Website                                 | Références |
| ------------------------------------------------------------------------------------------- | ------------------------------- | ------- | --------------------------------------- | ---------- |
| American Museum of Natural History's Sackler Educational Laboratory                         | New York                        | Ouvert  | amnh.org                                |            |
| Dia Art Foundation's Sackler Institute                                                      | New York                        | Ouvert  | -                                       |            |
| Guggenheim Museum's Sackler Center for Arts Education                                       | New York                        | Ouvert  | guggenheim.org                          |            |
| Metropolitan Museum of Art's Sackler Wing                                                   | New York                        | Fermé   | sackler.org                             | [ 32 ]     |
| Sackler School of Graduate Biomedical Sciences                                              | Tufts University, Massachusetts | Fermé   |                                         |            |
| Arthur M. Sackler Center for Medical Education                                              | Tufts University, Massachusetts | Fermé   |                                         |            |
| Sackler Laboratory for the Convergence of Biomedical, Physical and Engineering Sciences     | Tufts University, Massachusetts | Fermé   |                                         |            |
| Sackler Families Fund for Collaborative Cancer Biology Research                             | Tufts University, Massachusetts | Fermé   |                                         |            |
| Richard S. Sackler, M.D. Endowed Research Fund                                              | Tufts University, Massachusetts | Fermé   |                                         |            |
| Ashmolean Museum of Art and Archeology's Sackler Keeper of Antiquities                      | University of Oxford, R-U       | Utilisé | ashmolean.org                           |            |
| British Museum's Raymond and Beverly Sackler Rooms                                          | Londres                         | Ouvert  | britishmuseum.org                       | [ 33 ]     |
| (en)City & Guilds of London Art School's Sackler Library                                    | R-U                             | Ouvert  | cityandguildsartschool.ac.uk            |            |
| Dulwich Picture Gallery's Sackler Director and Sackler Centre for Arts Education            | Londres                         | Utilisé | -                                       |            |
| King's College, London Sackler Institute of Pulmonary Pharmacology                          | Londres                         | Ouvert  | kcl.ac.uk                               |            |
| King's College, London Sackler Institute for Translational Neurodevelopment                 | Londres                         | Ouvert  | kcl.ac.uk                               |            |
| National Gallery's Sackler Room                                                             | London                          | Ouvert  | -                                       | -          |
| Natural History Museum's Sackler Biodiversity Imaging Laboratory                            | Londres                         | Ouvert  | nhm.ac.uk                               | -          |
| Royal Ballet School, London (funded by the Sackler Trust)                                   | Londres                         | Ouvert  | -                                       | -          |
| Royal Botanic Gardens, Kew's Sackler Crossing                                               | Richmond, R-U                   | Ouvert  | -                                       | -          |
| Royal College of Art's Sackler Building                                                     | Londres                         | Ouvert  | -                                       | -          |
| Royal Opera, London (Dame Theresa Sackler is an honorary director)                          | Londres                         | Utilisé | -                                       |            |
| Serpentine Sackler Gallery                                                                  | Londres                         | Fermé   | -                                       |            |
| Shakespeare's Globe's Sackler Studios                                                       | Londres                         | Ouvert  | -                                       | -          |
| Tate Modern's Sackler Escalator                                                             | Londres                         | Ouvert  | -                                       |            |
| University of Cambridge's Raymond and Beverley Sackler Distinguished Lecture in Archaeology | Cambridge, R-U                  | Utilisé | -                                       | -          |
| University of Cambridge's Sackler Lecture Theatre, Institute of Astronomy                   | Cambridge, R-U                  | Utilisé | cam.ac.uk                               | -          |
| University of Oxford's Sackler Library                                                      | Oxford, R-U                     | Ouvert  | -                                       | -          |
| Victoria and Albert Museum's Sackler Courtyard                                              | Londres                         | Ouvert  | vam.ac.uk                               | -          |
| Westminster Abbey's stained glass window for Dr. Mortimer Sackler                           | Londres                         | -       | westminster-abbey westminster-abbey.org | -          |
| Sackler Centre for Consciousness Science                                                    | University of Sussex, R-U       | Ouvert  | sussex.ac.uk                            | -          |
| Louvre's Sackler Wing of Oriental Antiquities                                               | Paris, France                   | Fermé   | -                                       | [ 34 ]     |
| Jewish Museum Berlin's Sackler Staircase                                                    | Allemagne                       | Ouvert  | -                                       |            |

### «Blanchiment de réputation»
Avec ses méthodes commerciales agressives, la famille Sackler est accusée de jouer un rôle majeur dans la crise des opioïdes qui dévaste les États-Unis,,. Plusieurs membres de la famille ont fait l'objet de poursuites, pour avoir sciemment encouragé la sur-prescription de médicaments comme l'OxyContin, entraînant une dépendance extrême aux dérivés de l'opium. Ils ont été condamnés à payer une forte amende, mais la justice américaine a refusé de lancer des poursuites criminelles contre eux,.
Devenus très riches grâce aux prescriptions de médicaments dangereux à des millions de personnes, puis à leur addiction, ils possèdent un patrimoine de près de 10 milliards de dollars et figurent parmi les familles les plus riches du monde.
Le nom de famille Sackler, tel qu'il est utilisé dans les institutions auxquelles la famille a fait un don, fait l'objet d'un examen accru à la fin des années 2010, concernant l'association de la famille avec OxyContin. David Crow, écrivant dans le Financial Times, décrit le nom de famille comme « souillé »,.
En mars 2019, la National Portrait Gallery et les galeries Tate annoncent qu'elles n'accepteront plus son mécénat, après que la photographe américaine Nan Goldin a menacé de retirer une rétrospective prévue de son travail à la National Portrait Gallery, si la galerie acceptait un don annoncé d'un million de livres sterling d'un fonds Sackler,,. En juin de la même année, le NYU Langone Medical Center annonce qu'il n'acceptera lui non plus plus les dons des Sackler et a depuis changé le nom du Sackler Institute of Graduate Biomedical Sciences en Vilcek Institute of Graduate Biomedical Sciences. Plus tard en 2019, l'American Museum of Natural History, le Solomon R. Guggenheim Museum et le Metropolitan Museum of Art de New York annoncent tous trois qu'ils n'accepteront pas de futurs dons d'aucun Sackler impliqué dans Purdue Pharma .
Le 1er juillet 2019, Nan Goldin, photographe américaine et fondatrice de P.A.I.N. (en),, dirige un petit groupe de manifestants qui déploient une banderole intitulée « Take down the Sackler name » sur fond de pyramide de verre du Louvre,,,,. Selon le New York Times, le Louvre à Paris est le premier grand musée à « effacer son association publique » avec le nom de famille Sackler. De plus, le 16 juillet 2019, le musée retire la plaque à l'entrée de la galerie sur les dons faits au musée par Sackler. Dans toute la galerie, du ruban adhésif gris couvre des panneaux indicatifs tels que Sackler Wing (« Aile Sackler »), y compris ceux pour la collection d'artefacts persans et levantins du Louvre, qui est retirée les 8 ou 9 juillet[pas clair]. La signalisation de la collection l'avait identifiée comme l'aile Sackler des antiquités orientales depuis 1997.[pas clair]
Le Metropolitan Museum of Art annonce qu'il supprimera à son tour le nom Sackler des galeries et autres lieux du musée, en décembre 2021,.
En 2022, le British Museum annonce qu'il renommera les salles Raymond et Beverly Sackler et l'aile Raymond et Beverly Sackler, dans le cadre du « développement du nouveau plan directeur », et qu'il a « pris cette décision ensemble par le biais de discussions collaboratives » avec le Fondation Sackler . (voir supra)
La philanthropie de la famille à l'égard des différents musées et institutions est désignée comme un « blanchiment de réputation » opéré à partir des bénéfices tirés de la vente d'opiacés,.
Cependant, le président de l'université Harvard trouve inapproprié d'effacer le nom de Sackler et précise que le « Dr. Arthur Sackler est mort avant que le médicament ne soit développé. Sa famille a vendu sa participation dans l'entreprise avant que le médicament ne soit développé. De plus, aucune des nombreuses poursuites liées à OxyContin ne nomme Arthur Sackler ou ses héritiers » et il rappelle que « dans le dossier, dans le cas de la famille Sackler, le cadeau que nous avons reçu du Dr Sackler... a été fait avant que l'Oxycontin n'ait jamais été développé »,.

## Poursuites judiciaires dans la crise des opioïdes
En 2019, une poursuite est intentée dans le district sud de New York, qui comprend plus de 500 comtés, villes et tribus amérindiennes. Il nomme huit membres de la famille : Richard, Jonathan, Mortimer, Kathe, David, Beverly et Theresa Sackler ainsi qu'Ilene Sackler Lefcourt . De plus, le Massachusetts, le Connecticut, le Rhode Island et l'Utah intentent tous des poursuites contre la famille. Au niveau fédéral, la famille fait face à un ensemble global de 1 600 cas .
Selon le New Yorker, Purdue Pharma a joué un « rôle particulier » dans la crise des opioïdes car l'entreprise « a été la première à s'atteler, dans les années 1990, à persuader l'establishment médical américain que les opioïdes forts devaient être beaucoup plus largement prescrits". – et que les craintes de longue date des médecins concernant la nature addictive de ces drogues étaient exagérées ».
Fin 2020, la commission de surveillance et de réforme de la Chambre des représentants des États-Unis tient une audition sur le rôle de Purdue Pharma et de la famille Sackler dans l'épidémie d'opioïdes. « Nous ne sommes pas d'accord sur beaucoup de choses au sein de ce comité, de manière bipartite », déclare le membre du classement, James Comer du Kentucky, « mais je pense que notre opinion sur Purdue Pharma et les actions de votre famille... sont écœurantes ». Les Sackler sont également accusés d'être « accros à l'argent »[réf. souhaitée]. Parmi les réponses des Sackler à l'audience, l'auteur Patrick Radden Keefe déclare : « Ils pourraient produire un simulacre répété d'empathie humaine" mais étaient "insensibles à toute véritable épiphanie morale ». Jim Cooper, membre du Congrès du Tennessee, déclare à David Sackler : « Vous voir témoigner me fait bouillir le sang. Je ne suis pas sûr de connaître une famille en Amérique qui soit plus diabolique que la vôtre ». À propos de la richesse des Sackler et de Richard Sackler en particulier, Patrick Keefe[Qui ?] déclare : « Personne ne voulait de son argent ».
En mars 2021, Purdue Pharma dépose un plan de restructuration pour se dissoudre et créer une nouvelle société spécialisée dans les programmes de lutte contre la crise des opioïdes. La proposition était que la famille Sackler paie 4,2 milliards de dollars américains supplémentaires au cours des neuf prochaines années pour résoudre diverses réclamations civiles en échange de l'immunité contre les poursuites pénales. Ce "pare-feu légal" est opposé par 24 procureurs généraux des États ainsi que par le procureur général de Washington, DC : « Si les Sackler sont autorisés à utiliser la faillite pour échapper aux conséquences de leurs actes », ont déclaré les procureurs généraux des États qui ont qualifié la proposition de juridiquement sans précédent., « ce serait une feuille de route pour d'autres puissants mauvais acteurs ».
Dans un dépôt devant le tribunal de faillite le 7 juillet 2021, plusieurs États acceptent un règlement à l'amiable. Bien que Purdue n'ait admis aucun acte répréhensible, les Sackler accepteraient de ne plus jamais produire d'opioïdes et de payer des milliards de dollars en dommages et intérêts à un fonds caritatif. Purdue Pharma est dissoute le 1er septembre 2021 ; les Sackler ont à payer 4,5 milliards de dollars sur neuf ans, la majeure partie de cet argent finançant le traitement de la toxicomanie,,. Le juge de la faillite reconnaît que les Sackler ont transféré de l'argent sur des comptes offshore pour le protéger des réclamations,, et il déclare qu'il aurait souhaité que le règlement soit plus élevé.
Cependant, le 16 décembre 2021, la juge de district américaine Colleen McMahon statue que le juge des faillites n'avait pas le pouvoir d'accorder l'immunité aux Sackler dans les affaires de responsabilité civile. Le plan de faillite est donc annulé,.
En janvier 2023, le nombre de morts est estimé à 500 000 personnes.
En janvier 2024, la crise des opioïdes a fait quelque 700 000 morts depuis un quart de siècle.  Purdue Pharma, dont la famille Sackler était à la tête, a incité les médecins à surprescrire des opiacés, à l'origine de la crise des opiacés,,.
En 2025, Purdue Pharma et la famille Sackler vont payer 7,4 milliards de dollars â la suite d'un accord avec 15 États américains pour leur rôle dans le scandale sanitaire causé par leur antidouleur OxyContin aux États-Unis.

## Culture populaire
Dès le début des années 2000, les Sackler sont décrits comme « la famille la plus diabolique d'Amérique »,,,, les « empereurs de la douleur » ou encore « les pires trafiquants de drogue de l'histoire »,.
La famille Sakler fait l'objet d'un documentaire, Crime of the Century, produit par HBO ainsi que d'une série télévisée, Dopesick, diffusée sur Hulu.
En 2021, le film documentaire Toute la beauté et le sang versé de Laura Poitras, remporte le Lion d'Or à la Mostra de Venise et nommé aux Oscars ; il retrace le combat de l'artiste et activiste Nan Goldin contre la famille Sackler, responsable de la crise des opioïdes aux États-Unis.
En 2023, Netflix propose la mini-serie "Painkiller" retraçant les premiers pas de l'Oxycontin sur le continent Américain au travers du point de vue d'une enquêtrice, d'une famille touchée par l'addiction, et Richard Sakler.
Cette famille est parfois comparée à la famille Sassoon, une famille irakienne[réf. souhaitée].